# Піраміда (фільм, 2014)
«Піраміда» (англ. The Pyramid) — американський фільм жахів 2014 року французького режисера Грегорі Левассера.
Прем'єра в США відбулася 5 грудня 2014 року.
Слоган фільму: «You only enter once» («Живим не втекти»).

## Сюжет
Псевдодокументальний фільм про археологів, має багато сцен у стилі «від першої особи».
Група американських археологів виявляє 2013 року в Єгипті тригранну піраміду, поховану глибоко в піску. Вона значно старша від інших пірамід. Відкопавши вхід до неї, вчені несподівано отримали наказ негайно залишити країну через військовий переворот. Лідер групи доктор Майлс Голден і його дочка Нора сперечаються, чи варто їм повертатися. Зрештою, вони вирішують продовжити дослідження.
Вони скерували всередину піраміди робот-планетохід, орендований у НАСА. Незабаром зв'язок з ним обірвався і вчені вирішили витягти робота, але знайшли лише його уламки і заблукали в лабіринті піраміди. Зайшовши в іншу кімнату, вони виявляють, що підлога в ній нестійка, і провалюються. Захіра пришпилює до підлоги величезним шматком каменя, тоді як Санні намагається вибратися через отвір у стелі, але її атакує невідома істота. Вирішивши йти далі, команда залишає Захіра самого з ліхтарем, пообіцявши привести допомогу. Через деякий час решта чують крики капрала Шадіда, а також істеричні крики Захіра, але коли повертаються, застають лише кривавий слід, що веде до тієї самої діри.
Вчені зрозуміли, що не просто виявилися в пастці — на них хтось полює. Прокладаючи шлях через вузький тунель, команда зауважує погоню за ними. Їх спробував урятувати капрал Шадід, але його щось потягло в тунель, з якого вчені щойно вибралися. Вчені продовжують шлях і випадково активують піщану пастку. У метушні Санні випадково падає в яму з кілками, де її шматують котоподібні істоти. Поки Майлс намагається витягнути свою дочку, оператор Фіці марно намагається прогнати істот. Зрештою йому вдається це зробити, кинувши в яму фальшфейєр. Вчені спускаються в яму і намагаються допомогти дівчині, але вона помирає в муках. Вимушені рухатися далі, археологи виявляють похоронну камеру, де до них хтось уже встиг побувати. Вони виявляють труп масона, який лежить там з XIX століття. Нора читає його записи і з'ясовує, що десь тут має бути вихід на поверхню. У цей момент істота пронизує груди Майлса і витягує його серце. Нора і Фіці в жаху біжать геть, але потрапивши в глухий кут, оператор вирішує вийти назустріч створінню, щоб зняти його на камеру перед своєю смертю. В інфрачервоному випромінюванні він бачить високу худу істоту, схожу на людину, але з головою вовка, ще не розуміючи, що це Анубіс. Він зважує серце ще живого Майлса на вагах, противагою якого є перо правди. Не пройшовши суду Анубіса, Майлс помирає після того, як Анубіс зжерає його серце.
Нора розуміє, що піраміда є земною в'язницею єгипетського бога бальзамування. А для того, щоб приєднатися до свого батька Осіріса, повелителя загробного царства, йому потрібна людина з чистою душею. Так чи інакше, двоє живих людей намагаються покинути піраміду. Вони повертаються до похоронної камери, де вивчають карту нічного неба. Знайшовши шахту, по якій до них спустився Шадід, вони піднімаються вгору по мотузяній драбині. На півдорозі Анубіс хапає Фіці і забирає його, а потім і Нору, яка зуміла дістатися до самого верху.
Нора приходить до тями і зауважує трупи людей, а також живого Фіці, голову якого Анубіс тисне своєю ногою. Він уже готовий провести ритуал, але дівчині вдається звільнитися і навіть поранити Анубіса. Шлях їй перекривають котоподібні істоти, які раптово нападають не на неї, а на бога. Поки Анубіс розбирається з істотами, Нора відчайдушно намагається втекти. Виснажена дівчина добирається до поверхні і непритомніє. Отямившись, вона зауважує єгипетського хлопчика, який вивчає її камеру. Тремтячим голосом вона просить його про допомогу, але він, очевидно, не розуміє її мови.
Фільм закінчується виглядом з камери, де Анубіс нападає на хлопчика. Потім камера вимикається.

## У ролях
| Актор          | Роль                           |
| -------------- | ------------------------------ |
| Ешлі Гіншоу    | Нора (Nora)                    |
| Деніз О’Гер    | Голден (Holden)                |
| Джеймс Баклі   | Фіці (Fitzie)                  |
| Кріста Нікола  | Санні (Sunni)                  |
| Амір Каміаб    | Захір (Zahir)                  |
| Файкал Аттугуй | капрал Шадід (Corporal Shadid) |

## Виробництво
7 липня 2014 року, 20th Century Fox придбала права на дистрибуцію фільму, і встановила дату виходу 5 грудня 2014 року.

## Критика
Фільм отримав украй негативні відгуки критиків. Середній рейтинг на агрегаторі Rotten Tomatoes за 40 професійним відгуками склав 2,9 (за 10-бальною шкалою) c загальним вердиктом «гнилий помідор», а на агрегаторі Metacritic — 24 (за 100-бальною шкалою, загалом несхвальні відгуки) за 16 професійними відгуками.